# OSS 117
OSS 117 is een boekenreeks van spionageromans van de Franse auteur Jean Bruce met in de hoofdrol Hubert Bonisseur de la Bath alias OSS 117. Het eerste deel in de reeks verscheen in 1949. In Nederland werd de serie OSS 117 uitgebracht in de Zwarte Beertjes Reeks van A.W. Bruna Uitgevers in Utrecht.
Jean Bruce heeft de eerste 88 delen geschreven. Na zijn dood bij een auto-ongeval in 1963 heeft zijn vrouw Josette dit overgenomen en nog 143 nieuwe boeken geschreven, na haar dood hebben zijn zoon en dochter nog eens 33 boeken toegevoegd
In de periode 1957-1971 werden in Frankrijk elf films over OSS 117 gemaakt. Later volgden enkele films die in feite parodieën waren; in OSS 117 : Le Caire, nid d'espions (2006) en OSS 117 : Rio ne répond plus (2009) werd de draak gestoken met OSS 117 en met spionagefilms uit de jaren zestig in het algemeen. In 2021 verscheen het derde deel van de parodie-saga: OSS 117 : Alerte rouge en Afrique noire.

## Synopsis

### Hoofdpersonage en zijn missie
De protagonist van de reeks is de geheim agent Hubert Bonisseur de la Bath met de codenaam OSS 117. Zijn missie is het strijden voor de goede zaak in een omgeving vol spionnen, nazi's, Russen, Chinezen, georganiseerde misdaadsyndicaten en criminelen van velerlei aard maar ook door jonge en aantrekkelijke vrouwen, waarvan sommigen door hem eindigen als romantische veroveringen, ongeacht of zij bondgenoten of vijanden zijn.

### Overige personages
De reeks kent een aantal terugkerende personages:
- Enrique Sagarra is een collega van OSS 117. Hij is van Spaanse afkomst en is naar Toulouse verbannen omdat hij tijdens de Tweede Wereldoorlog gevochten heeft aan de zijde van de republikeinen in Spanje. Voordat hij toetrad tot de OSS had hij een verzetsbeweging opgezet tijdens de Spaanse bezetting.
- Meneer Smith is de chef van Hubert Bonisseur de la Bath en Enrique Sagarra. Hij stuurt hen voor de goede zaak op missies over de hele wereld.
- Howard is de assistent van Smith.

## OSS 117 contra James Bond
Ten onrechte wordt vaak verondersteld dat OSS 117 een kopie van Ian Flemings James Bond zou zijn, in het bijzonder sinds het uitkomen van de twee films uit 2006 en 2009. Het eerste deel van de reeks OSS 117 werd echter in 1949 gepubliceerd, vier jaar vóór de publicatie van de eerste James Bond, Casino Royale.

## Succes van de reeks
De reeks beslaat in totaal 265 delen met in totaal 75 miljoen verkochte exemplaren. De reeks is in 21 landen gepubliceerd en vertaald in 17 talen.
Het succes van de boekenreeks kan op verschillende manieren worden verklaard:
- de spionagereeks was een van de eerste in zijn soort die in Frankrijk werd gepubliceerd;
- de reeks kon meeliften op het ongekende succes van James Bond, een reeks met een reputatie die ongeëvenaard is en de spionageroman nieuw leven in blies. En door verfilmingen van de reeks de weg naar het publiek vond;
- de verhalen zijn zeer gedocumenteerd en dus vrij realistisch en daarnaast vaak gebaseerd op werkelijke gebeurtenissen (dit geldt met name voor de verhalen geschreven door Jean Bruce);
- de boektitels zijn zowel evocatief als aantrekkelijk en amusant;
- de kwaliteit van de boekomslagen, deze zijn suggestief en soms zelfs grappig.[3]

## Vooraanstaande liefhebbers van de reeks
Tot de verklaarde liefhebbers van de reeks bevonden zich ook enkele vooraanstaande personen, waaronder:
- Pierre Salinger[4]
- John F. Kennedy[5]
- Jean Cocteau[5]
- Gérard de Villiers[6]